# Петерлин, Антон (физик)
Антон Петерлин (словен. Anton Peterlin; 25 сентября 1908 — 24 марта 1993) — словенский физик, работавший в Югославии и США.

## Биография
Окончил Берлинский университет имени Гумбольдта, в 1938 году получил степень доктора философии. В 1939 году был назначен профессором физики в Люблянском университете, где проработал 22 года. С января 1946 года доцент кафедры физики, в 1947—1955 годах директор института Йожефа Стефана в Любляне, в 1955—1958 председатель учёного совета института. В 1960 году уехал из страны и принял должность полного профессора в Техническом университете Мюнхен и главы института физики с целью продолжения своего теоретического исследования макромолекул. Через год переехал в США, в штат Северная Каролина, где стал директором лаборатории Камилль Дрейфус в институте так называемого «Исследовательского треугольника» (Дарем), занимавшемся фундаментальными исследованиями в области полимеров. Был адъюнкт-профессором университета Дьюка до 1973 года, после чего переехал в Вашингтон, где до 1984 года работал в Национальном бюро стандартов (ныне Национальный институт стандартов и технологий) помощник директора отдела полимеров. В мае 1992 года покинул США.
Петерлин — автор более чем 400 научных публикаций, лауреат Премии имени Франца Прешерна (1955), медали Бингема (1970), престижнейшей премии в области физики высоких полимеров от Американского физического общества (1972), премии Бориса Кидрича за научные заслуги (1983). Член Американского физического общества и ряда американских академий, член Немецкого физического общества и Немецкого коллоидного общества, Австрийской академии наук, академик Словенской академии наук и искусств (с 1949 года). В 1968 году стал почётным членом Института Йожефа Стефана, в 1979 году — почётный доктор Майнцского университета, в 1988 году — почётный доктор Люблянского университета. Почётный член Общества математиков, физиков и астрономов Словении с 1985 года.
Сын — Борис Матия Петерлин, биомедик и почётный профессор Калифорнийского университета в Сан-Франциско. Дочь — Таня Петерлин-Ноймайер, физик и журналист. Внук и полный тёзка — Антон Петерлин, футболист.